# Петерштадт
Петершта́дт (нем. «город Петра») — потешная военная крепость, построенная в 1759—1762 годах в Ораниенбауме для великого князя Петра Федоровича, в будущем императора Петра III. В цельном виде до наших дней не сохранилась, остались только дворец Петра III, Въездные (Почётные) ворота и часть земляных насыпей, сегодня больше похожие на склоны оврагов. Занимала площадь в 2 гектара и служила своеобразным учебным пособием в натуральную величину для обучения наследника престола военному делу. Одновременно с созданием крепостных сооружений Петерштадта в 1758—1762 годах велось строительство небольшого дворца в нём для Петра III по проекту архитектора Антонио Ринальди.

## Предыстория

### Крепость Екатеринбург (1746 год)
Строительству Петерштадта предшествовало строительство ещё двух потешных крепостей для будущего Петра III, также в Ораниенбауме. Наследник престола с детства увлекался военным делом и фортификацией, и царствующая императрица Елизавета Петровна всячески поощряла страсть племянника к военным забавам. Помимо этого, в России существовала некая традиция сооружения потешных крепостей: крепость Пресбург в Преображенском селе для Петра I, крепость для Петра II, построенная недалеко от Большого дворца в Петергофе (сейчас на этом месте остановка для экскурсионных автобусов). И для Петра III тоже строится несколько крепостей.

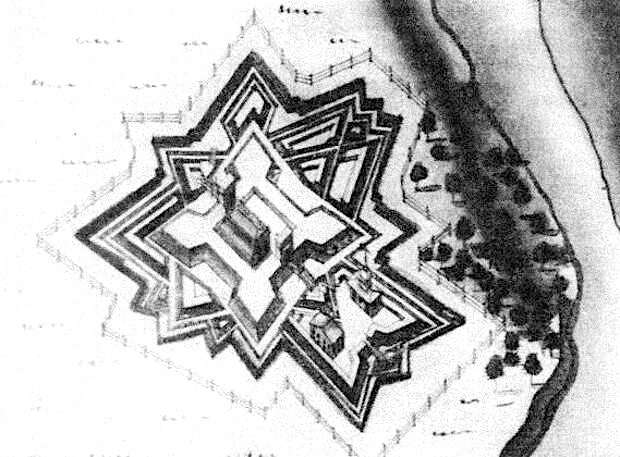
План крепости Екатеринбург

Первая из них была возведена в 1746 году и называлась Екатеринбург, так как Петр, незадолго до этого женившийся, решил назвать крепость в честь своей супруги. Не исключено, что автором чертежа также являлся Петр. Расположение было выбрано на берегу Капиева пруда (Карпинного). Крепость включала 4 бастиона, окруженные земляными валами и рвом c водой, внутри распологались три деревянные постройки: Комендантский дом, две караульни – офицерская и матросская; три подъемных моста были устроены через ров. До наших дней сохранились лишь остатки земляных укреплений (заметны в рельефе при внимательном рассмотрении).

### Крепость Святого Петра (1756—1757 года)

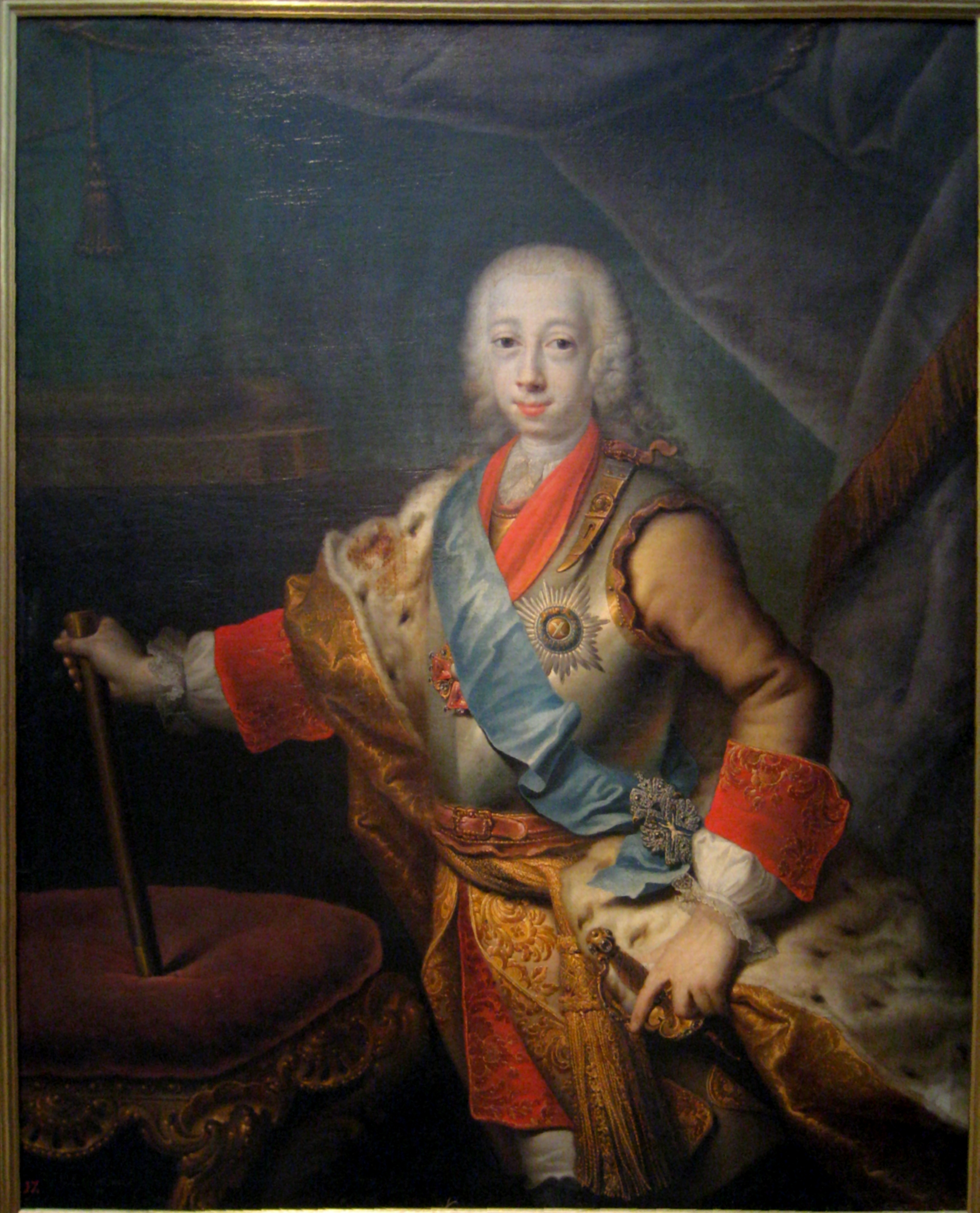
Пётр Фёдорович в бытность великим князем. Портрет работы Г. Х. Гроота

Строительство крепости было завершено за три месяца, однако здания внутри неё были окончательно доделаны к 1757 году. По устройству эта потешная крепость была аналогична первой, но количество бастионов увеличилось до 5. Внутри она была довольно плотно застроена. Здесь был Арсенальный двор, на котором располагался дом коменданта (им был сам Петр), рядом находились здания арсенала, дом камергера и трактир. Самым значительным сооружением в крепости были каменные Почётные ворота, возведённые по проекту архитектора А. Ринальди. На флюгере Почётных ворот вырезана дата окончания строительства крепости и возведения ворот — 1757 год.
Любопытно, что после постройки этой крепости Екатеринбург стал исполнять роль условного противника в потешных баталиях между двумя крепостями. Данный факт свидетельствует об ухудшении отношений между супругами, о том, что уже в 1757 году Петр воспринимал жену как противника и, возможно, соперника, что не замедлило сказаться даже в организации развлечений наследника престола.
Просуществовала крепость Святого Петра недолго — всего 2 года. В мае 1759 года великий князь приказал увеличить её в размерах, в результате чего крепость Святого Петра перестраивается в крепость Петерштадт.

### Потешныйфлот
Задача обучения наследника престола военному делу состоит не только в преподавании основ сухопутного ведения боя, но и морского боя тоже. Поэтому на Нижнем Пруду (тогда его называли Малым Увеселительным морем) для будущего императора устроили потешный флот. В состав его входило 4 корабля — фрегат «Святой Андрей», двадцатипушечный корабль «Ораниенбаум» и две галеры «Екатерина» и «Елизавета». Точная дата спуска на воду первого судна (а им предположительно был фрегат «Святой Андрей») не установлена. Весь состав потешного флота представлял собой уменьшенные копии настоящих боевых кораблей. В реальном размере боевые судна не могли поместиться в Нижнем пруду — самая большая его глубина едва достигает трёх метров.
Потешный флот во время учебных баталий обстреливал Екатеринбург с воды, а когда затевались «морские» сражения на Нижнем пруду, условным кораблём-противником становилась галера «Екатерина».
В Будуаре дворца Петра III на одной из падуг лепного убранства потолка изображено Малое Увеселительное море и потешный флот в составе всех четырёх кораблей.

## Крепость Петерштадт (1759—1762 года)

### Строительство новой крепости

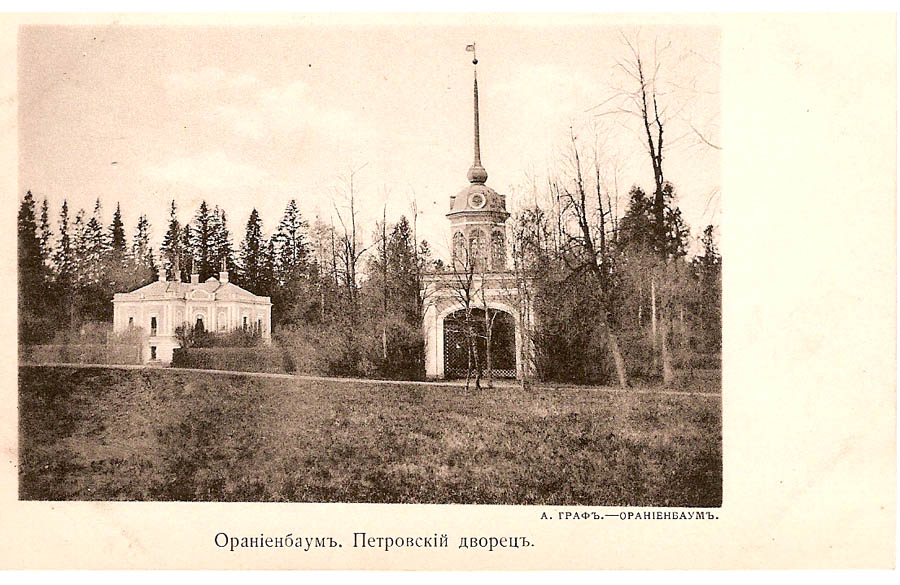
Открытка 1900-х годов

Руководителями строительства были голштинский майор Ферстер и инженер-поручик Савелий Соколов. Достоверных сведений об авторе проекта крепости не существует, хотя имеются различные версии. По одной из них, автором проекта является Мартин Людвиг Гофман, в то время исполнявший обязанности архитектора Ораниенбаума. Он действительно был причастен к строительству крепости, но не Петерштадта, а Святого Петра. Также существует версия, согласно которой автором был А. Ринальди. Но достоверно известно лишь то, что он являлся автором проектов дворца Петра III и Въездных (Почётных) ворот. Наиболее распространённой версией об авторстве проекта крепости Петерштадт является версия, основанная на свидетельстве современника событий, бывшего воспитателя Петра III академика Якоба Штелина. Он указывает на инженера-капитана М. А. Деденева, известного фортификатора, по проектам которого были построены две крупные крепости: Петер-Шанц под Ригой (1758 год) и Святого Дмитрия на Дону (1760 год). Сами работы начались летом 1759 года (были срыты старые земляные валы крепости Святого Петра) и окончательно были завершены уже в будущность Петра императором Российской империи, 26 июня 1762 года, буквально накануне дворцового переворота, в ходе которого Пётр III был свергнут с престола своей супругой Екатериной (ставшей затем императрицей Екатериной II).

### Устройство Петерштадта
В отличие от своей предшественницы, крепость Петерштадт была довольно сложным фортификационным сооружением, и несмотря на своё игровое назначение, была устроена по всем правилам военной науки того времени. Она имела форму четырнадцатиконечной звезды и имела 5 бастионов, вооружённых 12 пушками. Крепость была окружена высокими земляными валами и рвом, наполненным водой. С южной, наиболее уязвимой стороны, имелся дополнительный земляной вал — фосебрея. В крепости было 3 входа, и лишь один из них был укреплен по правилам фортификации.

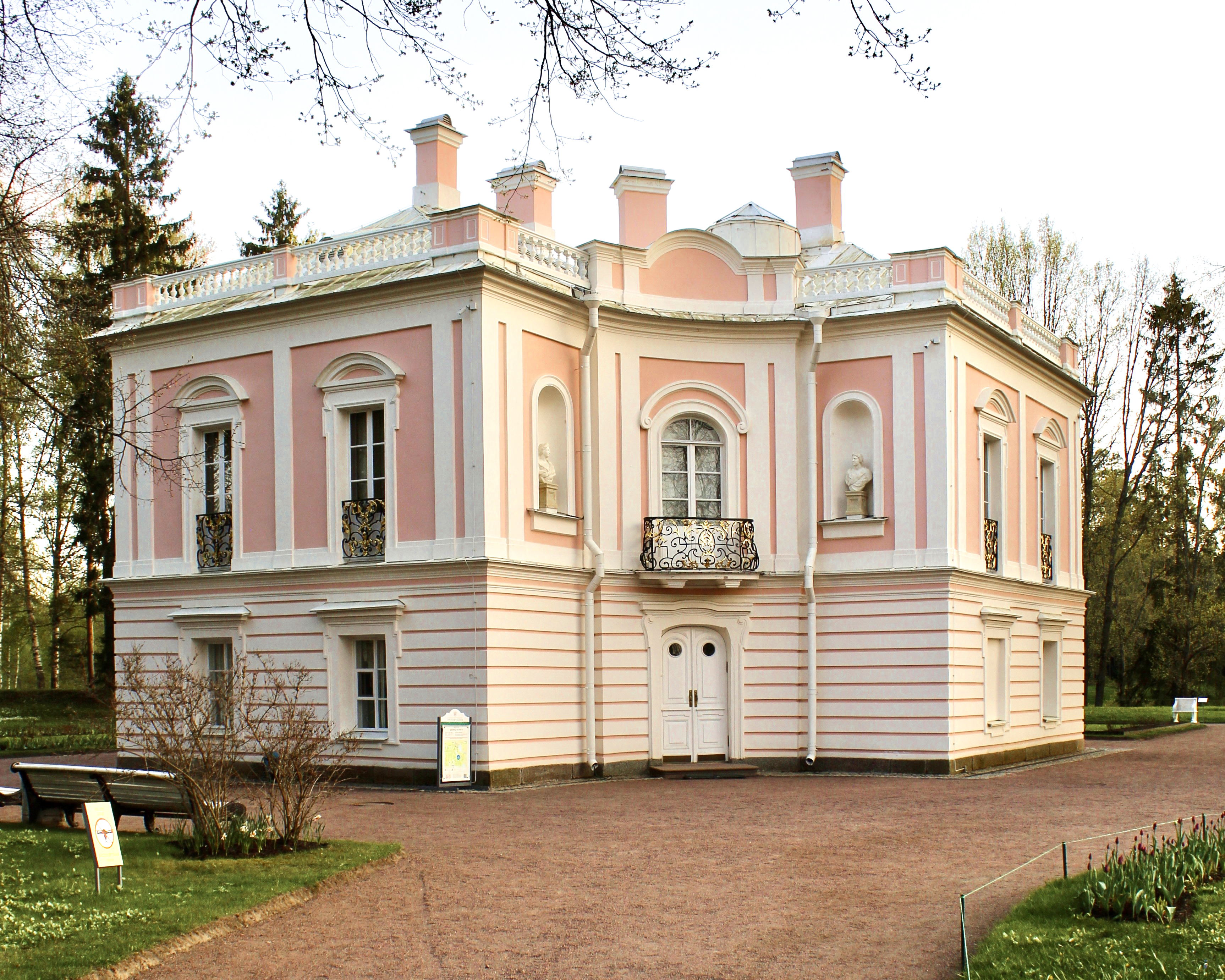
Ораниенбаум, дворец Петра III

Так как Петерштадт был, по факту, перестроенной крепостью Святого Петра, на территории его осталось немало напоминаний о предшествующей постройке. Это не только Въездные ворота (в Петерштадте они располагались внутри самой крепости и являлись въездом не в крепость, а на территорию плаца), но и небольшой пятиугольный плац. Границы этого плаца и были границами крепости Святого Петра, в которой было 5 бастионов. Плац был ограничен зданиями арсенала, комендантским домом, гауптвахтой и цейхгаузом. На нём проходили учения и парады войск. Вообще вся площадь внутри земляных валов была очень плотно застроена — на небольшой территории крепости насчитывалось 17 построек (все высотой в 1 этаж). Единственное двухэтажное здание — это дворец Петра III, возведённый по проекту А. Ринальди в 1758—1762 годах. Дворец, как и Въездные Почётные ворота, сохранились до наших дней.
Помимо построек внутри крепости существовали также здания и за её территорией, органично вписавшиеся в ансамбль Петерштадта. Речь, в первую очередь, идет об увеселительном садике в долине реки Карости. Устроен он был по принципу итальянских садов-террас. В этом небольшом регулярном саду имелось несколько строений — двухэтажный павильон Эрмитаж, Менажерия (Зверинец), в центре которой находился фонтан, миниатюрная Соловьёва беседка и, выше по течению Карости — Китайский домик с расположенным неподалёку живописным фонтаном. В 1760 году началось строительство водного каскада на восточном берегу реки — он располагался прямо напротив увеселительного сада. Каскад был богато украшен 15-ю маскаронами и двумя свинцовыми статуями драконов. Маскароны и драконов в будущем предполагалось вызолотить, но переворот 1762 года не дал планам осуществиться. К сожалению, сам сад до наших дней так же, как и крепость Петерштадт, не сохранился. Однако фигуры драконов с каскада в настоящее время находятся в фондах хранения ГМЗ «Петергоф», а единственный уцелевший предмет мебели из зданий увеселительного сада находится в экспозиции музея «Дворец Петра III» — это уникальное Белое бюро-кабинет из павильона Эрмитаж.
В 1755 году великий князь Петр Федорович выписывает полки из своего родного княжества Гольштейн. Эти полки составили впоследствии основную часть гарнизона крепости Петерштадт. Для них Петр строит в Ораниенбауме лютеранскую кирху. Но после низложения императора голштинские полки отправляются морем домой, и в ходе путешествия разыгрался сильнейший шторм. Спастись удалось лишь единицам из 1,500 солдат и офицеров.

## Дальнейшая судьба крепости

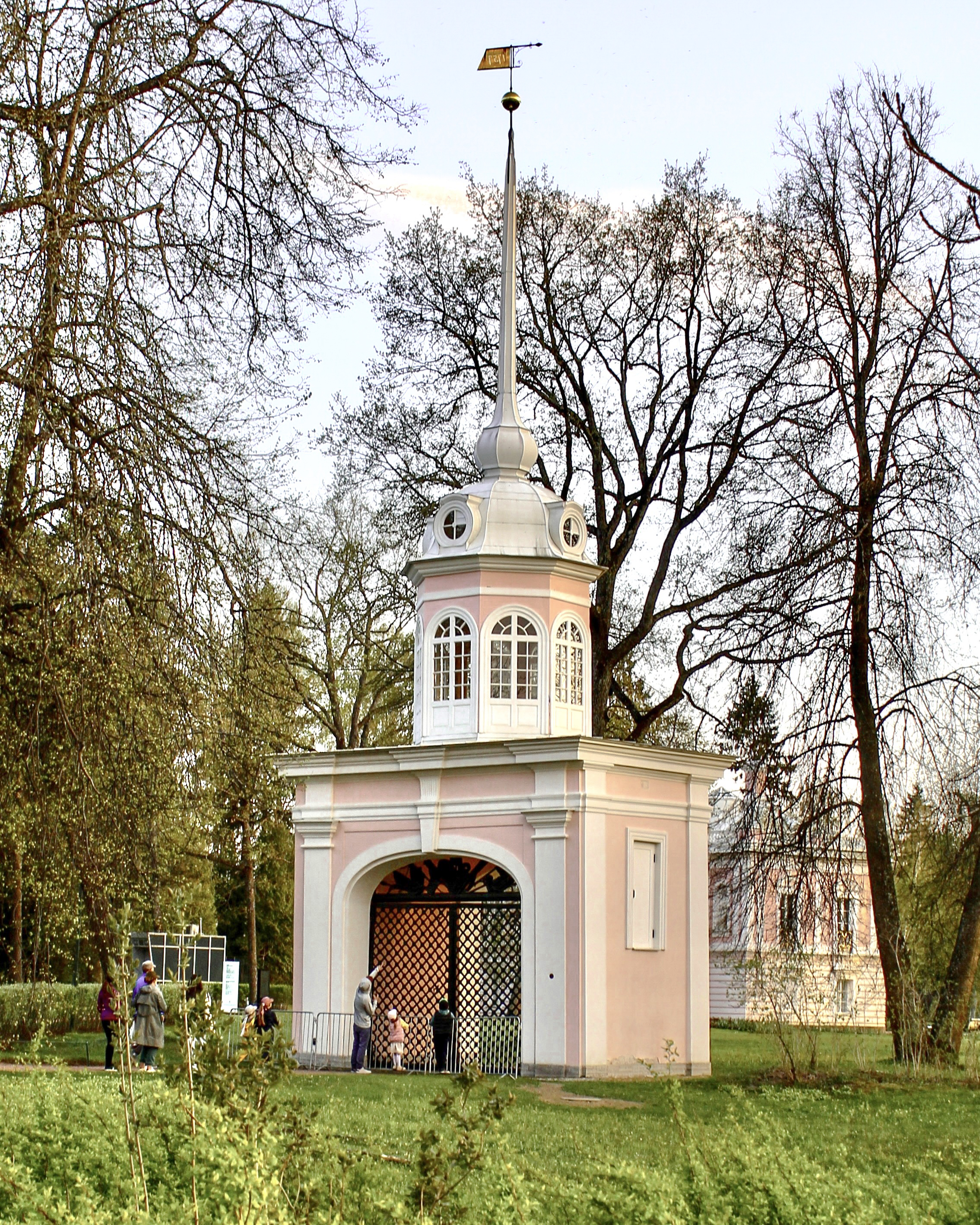
Въездные ворота крепости Петерштадт. Архитектор А. Ринальди

В день дворцового переворота 1762 года император Петр III не решился дать отпор восставшей гвардии. Крепость Петерштадт без сопротивления была сдана отряду гусар под командованием В. И. Суворова (1705—1775). Арестованный гарнизон был заперт в крепости, у офицеров были отняты шпаги. Казаки и российские солдаты присягнули Екатерине II, а голштинские полки были отправлены на корабле на родину в княжество Гольштейн. Сам низложенный император подписал отречение от престола и был вывезен в Ропшу, где спустя несколько дней его задушил предположительно граф Алексей Орлов.
В царствование Екатерины крепость поддерживалась в хорошем состоянии, а в 1779 году здесь проводится капитальный ремонт. В 1784 году, когда Ораниенбаум получил статус уездного города, на территории крепости разместились органы местного самоуправления, а в конце 1780-х крепость приходит в упадок — некоторые земляные валы к тому времени уже исчезли. Во время царствования Александра I деревянные здания были разобраны и, таким образом, остались лишь каменные — дворец Петра III, въездные ворота и гауптвахта.
Посетивший Россию в 1839 году французский путешественник маркиз Астольф де Кюстин писал:
Выйдя из дворца, попросил я показать мне развалины маленькой крепости, из которой Петра III вывезли в Ропшу, где он был убит. Меня отвели в какое-то сельцо, стоящее на отшибе; я увидел пересохшие рвы, следы фортификаций и груды камней - современные руины, возникшие благодаря скорее политике, чем времени.
Таким образом, уже начиная с середины XIX века можно говорить о Петерштадте только как о руинах.
Великая княгиня Елена Павловна, владелица Ораниенбаума во второй половине XIX века, оберегала остатки старинной крепости как романтические руины в пейзажном парке. В 1880-е годы во дворце Петра III на территории бывшей крепости были проведены ремонтно-реставрационные работы.
В советский период дворец Петра III сдавался в аренду различным организациям, в частности, Лесотехническому техникуму (с 1929 по 1935 годы). В 1940 году планировалось открыть во дворце музей, но помешала начавшаяся Великая Отечественная война. Образовавшийся в годы войны Ораниенбаумский плацдарм позволил Ораниенбауму избежать участи остальных пригородов Ленинграда и не подвергнуться тотальному разрушению. Благодаря подвигу защитников плацдарма все постройки Ораниенбаума сохранили свою подлинность.
С 1953 года дворец Петра III открыт как музей, а в 80-е годы XX века на территории бывшей крепости Петерштадт проводятся археологические раскопки под руководством В. А. Коренцвита.